# Yvan Huyghebaert
Yvan Jean Huyghebaert (Gent, 28 maart 1944 - Sint-Lambrechts-Woluwe, 6 november 2019) was een Belgisch bestuurder.

## Levensloop
Huyglebaert liep school aan het Sint-Barbaracollege te Gent. Vervolgens studeerde hij aan de Rijksuniversiteit Gent, waar hij in 1967 afstudeerde als burgerlijk ingenieur-architect.
Op 22 maart 2002 werd hij als gedelegeerd bestuurder van liftenbouwer Schindler opgevolgd door Kris Blijweert. Ook was hij kaderlid bij CBR.
Op 3 juli 2003 volgde hij Guido Peleman op als voorzitter van de Federatie van Kamers voor Handel en Nijverheid van België (FKHNB). Zelf werd hij in 2006 in deze hoedanigheid opgevolgd door John Stoop. Tevens was hij vanaf 2001 voorzitter van de 'Kamer voor Handel en Nijverheid van Brussel' (KHNB) , onder zijn voorzitterschap vormde deze organisatie in 2007 met het 'Verbond van Ondernemingen te Brussel' (VOB) de koepelorganisatie Brussels Enterprises Commerce and Industry (BECI). In oktober 2008 werd hij als voorzitter van de KHNB en BECI opgevolgd door Emmanuel van Innis. In 2011 werd hij benoemd tot bestuurder van Aquiris.
Voorts was hij vice-voorzitter van de Internationale Jaarbeurs Van Brussel. In 2005 was hij zowel kandidaat-opvolger van Jean-Claude Leclef als voorzitter van de Koninklijke Belgische Hockey Bond (KBHB), als van Philippe Damas als voorzitter van de Belgische Rugby Bond (FBRB). Hij werd telkens niet verkozen.